# Saint Kitts
Saint Kitts o Saint Christopher (in italiano San Cristoforo) è l'isola principale della federazione di Saint Kitts e Nevis. Con una superficie di circa 168 km quadri, una popolazione di 35.000 abitanti ed una densità di 208,3 abitanti per km quadro. La sua massima elevazione è il monte Liamuega (1156 m).
La denominazione di Saint Christopher fu data nel 1493 in onore di Cristoforo Colombo.
Da punto di vista amministrativo il Paese si suddivide in 9 parrocchie.

## Storia
L'isola fu abitata probabilmente dai ciboney già 3000 anni fa, ma non è possibile datare l'origine di questa civiltà causa l'assenza di ceramiche. Essi furono seguiti dal popolo degli Aruachi o Taino all'incirca nell'800d.c.
Seguì la sottomissione dell'isola da parte dei più bellicosi Caribi che vi si stanziarono intorno al 5/600 d.c.

### I primi europei
L'isola fu avvistata l'11 novembre 1493 da Cristoforo Colombo durante il suo secondo viaggio e fu chiamata in suo onore San Cristobal.
Il 28 gennaio 1623 l'inglese Sir Thomas Warner con 15 coloni approdò sull'isola (dove trovó 3 francesi già presenti, probabilmente ugonotti, pirati o naufraghi) e, dopo essersi accordato col capo dei Caribi Ouboutou Tegremante, vi si stabilí. Nonostante l'uragano che colpì la loro piantagione lo stesso anno, la colonia sopravvisse e crebbe.
Nel 1625 approdò nella rada di Basseterre il corsaro francese Pierre Belain d'Esnambuc che, con il suo brigantino da 14 cannoni e 40 uomini d'equipaggio, era reduce da uno scontro a fuoco contro una grande nave spagnola da 35 pezzi e aveva subito ingenti danni. Questi tornò sull'isola nel 1627, stabilendo la colonia francese di Saint-Christophe per conto della omonima compagnia coloniale, e vi importó 40 schiavi dal Senegal. L'isola fu divisa in 4 quarti: la colonia inglese occupò la metà centrale e quella francese i due quarti finali.
Mentre la popolazione europea continuava ad aumentare, il capo dei caribi Tegremante divenne ostile agli stranieri e nel 1626 pianificò la loro eliminazione con l'aiuto degli altri caribi dell'isola. Ma una donna nativa di nome Barbe informò Warner e d'Esnambuc. Gli europei agirono e durante la notte uccisero nel sonno 120 caribi, tra cui lo stesso Tegramante. Il giorno dopo, in luogo chiamato Bloody Point dove si trova il canyon noto come Bloody River, furono massacrati oltre 2000 indigeni; il resto fu ridotto in schiavitù in quello che è chiamato il massacro di Kalinago.

### Colonia anglo-francese
Il 17 giugno 1629 giunse una squadra navale spagnola di 35 galeoni e 14 mercantili armati, al comando di Fadrique Álvarez de Toledo Osorio, deciso a scacciare i coloni anglo-francesi, la cui colonia era ormai cresciuta fino ad avere molte migliaia di abitanti. Furono sbarcati circa 4000 soldati e nella battaglia di Saint Kitts gli spagnoli sconfissero le milizie degli abitanti, distrussero i centri abitanti e costrinsero i coloni rimasti a rimpatriare con alcune navi.
Parte degli inglesi, dopo la partenza degli spagnoli, tornò a Saint Kitts alle proprie piantagioni e così fecero i francesi, tornando in pochi mesi a ricolonizzare l'isola, mantenendo i confini precedenti all'invasione.
Le due colonie vissero pacificamente per diversi decenni durante i quali quella inglese prosperó e si arricchì grazie allo sfruttamento della manodopera schiavile nelle piantagioni di tabacco, indaco e canna da zucchero; quella francese, che non riceveva schiavi né rifornimenti sufficienti dalla madrapatria tramite la compagnia, stabilì rapporti commerciali con i mercanti olandesi con cui scambiava i propri prodotti in cambio di ciò che sull'isola non si produceva.
Con la morte di d'Esnambuc nel 1635, Phillippe de Longvilliers de Poincy divenne tenente generale delle isole d'America e capitano generale di San Cristoforo il 20 febbraio 1639. Il re di Francia aveva venduto la parte francese dell'isola all'Ordine di San Giovanni. Insoddisfatto dell'indipendenza di de Poincy, il re di Francia inviò Noel de Patrocles de Thoisy a sostituirlo. Tuttavia, de Thoisy fu respinto, catturato e rimandato in Francia insieme ai suoi alleati, i monaci cappuccini. De Poincy iniziò la costruzione del suo Château de la Montagne nel 1642, dove risiedette fino alla sua morte nel 1650. Gli successe il governatore De Sales.
Durante la seconda guerra anglo-olandese, il rapporto tra i coloni francesi e inglesi si inasprì mentre i loro paesi d'origine erano in guerra. Il 21 aprile 1666 il governatore francese Charles de Sales radunò 800 soldati e 150-200 schiavi a Palmetto Point. Mentre i francesi avanzavano verso Sandy Point, dove li aspettava il governatore inglese William Watts, furono attaccati da 400 soldati inglesi e de Sales fu ucciso. Claude de Roux de Saint-Laurent prese il comando mentre i francesi contrattaccavano, costringendo gli inglesi a ritirarsi. Il 22 aprile, durante la battaglia di Sandy Point, 1.400 soldati inglesi al comando del governatore Watts, che includevano 260 bucanieri del colonnello Morgan, non riuscirono a fermare 350 francesi. Il governatore Watts fu ucciso e gli inglesi si ritirarono a Fort Charles prima di fuggire a Old Road Town. L'Armes d'Angleterre partì da Basseterre nell'aprile del 1667 con a bordo Joseph-Antoine de La Barre. La nave francese incontrò l'HMS Winchester, l'inizio di un blocco inglese, e si impegnò in una lunga battaglia prima di affondarla e tornare a St. Kitts. Lo status quo ante bellum fu ristabilito dal Trattato di Breda.
Il Trattato di Madrid del 1670 comportava il riconoscimento delle colonie inglesi nei Caraibi da parte della Spagna in cambio della riduzione degli attacchi dei pirati.
Nel 1689, durante la guerra della Grande Alleanza, il governatore francese de Salnave inviò truppe a saccheggiare la parte inglese, con l'assistenza irlandese, mentre la flotta del conte de Blanc arrivò a Basseterre con 1.200 soldati. I francesi assediarono le truppe del governatore inglese Thomas Hill a Fort Charles, costringendole alla resa il 15 agosto 1689. Gli inglesi furono nuovamente cacciati dall'isola, mentre gli irlandesi presero il controllo delle loro piantagioni. Il 24 giugno 1690 il governatore delle Isole Sottovento Sir Christopher Codringtone Sir Timothy Thornhill, che operava dall'isola di Nevis, sbarcò una forza inglese di 3.000 uomini a St. Kitts. Operando da Timothy's Beach e Frigate Bay, questi marciarono su Basseterre e poi assediarono i francesi a Fort Charles. I francesi si arresero il 16 luglio e furono deportati a Santo Domingo. I francesi avevano bombardato Brimstone Hill nel loro assedio del 1689 e nel 1690 gli inglesi iniziarono la costruzione della fortezza di Brimstone Hill. Il Trattato di Rijswijk del 1697 ripristinò lo status quo. Una nota a margine interessante è che il celebre capitano corsaro William Kidd servì sotto Codrington durante questa guerra.
Saint Kitts e Nevis dovettero affrontare ulteriori devastazioni durante la guerra di successione spagnola, anche se l'impatto locale di quel conflitto iniziò con il governatore francese di Saint Kitts, il conte Jean-Baptiste de Gennes, che si arrese senza combattere a Sir Christopher Codrington, governatore dei Leewards inglesi, e al colonnello Walter Hamilton nel 1702. Gli abitanti francesi di St. Kitts furono trasferiti pacificamente su altre isole. I francesi si vendicarono nel 1705 con un bombardamento di cinque giorni dell'isola di Nevis da parte dell'ammiraglio conte Louis-Henri de Chavagnac prima di procedere per St. Kitts. Lì i francesi saccheggiarono il quartiere inglese dopo essere sbarcati a Frigate Bay, portando via 600-700 schiavi. Il trattato di Utrecht fu firmato nel 1713; con esso i francesi cedettero la loro parte di St. Kitts agli inglesi.

### Colonia britannica
Dopo aver ottenuto il controllo dell'intera isola nel 1713, gli inglesi trasferirono presto la capitale dell'isola nella città di Basseterre nel 1727 e Saint Kitts decollò rapidamente come leader nella produzione di zucchero nei Caraibi.
Durante il XVIII secolo la popolazione dei bianchi decrebbe progressivamente, mentre quella degli schiavi neri si moltiplicò. Nel 1724, la popolazione di St. Kitts era composta da 4.000 bianchi e 11.500 neri; nel 1774, la popolazione di St. Kitts era di 1.900 bianchi e 23.462 neri
Nel 1776 Saint Kitts era diventata la colonia britannica più ricca dei Caraibi come reddito pro capite. Fu ripetutamente attaccata dai francesi alla fine del XVIII secolo, come nell'assedio di Brimstone Hill e nella battaglia di Saint Kitts del 1782. Il consolidamento del dominio britannico fu finalmente riconosciuto con il Trattato di Versailles nel 1783.
Nel 1799 la USS Constellation ingaggiò la fregata corsara francese Insurgent al largo dell'isola di Nevis durante la quasi guerra . La nave americana ottenne la prima vittoria per la Marina degli Stati Uniti, riportando a St. Kitts la preda francese catturata.
Nel 1804 l'ammiraglio francese Édouard Thomas Burgues de Missiessy e il generale La Grange costrinsero Nevis e St. Kitts a pagare rispettivamente un riscatto di 4.000 e 18.000 sterline. La richiesta fu seguita dall'incursione di Gerolamo Bonaparte nel 1806.
Nel 1806 il governo delle Isole Leeward Caribee fu diviso in due gruppi, con Antigua, Barbuda, Redonda e Montserrat in un gruppo e St Kitts, Nevis, Anguilla e le Isole Vergini britanniche nell'altro. Le isole del nuovo raggruppamento, tuttavia, furono in grado di mantenere i loro grandi gradi di autonomia. Il gruppo si è poi diviso interamente nel 1816.
Lord Combermere acquistò la Russell's Rest Plantation in seguito alla sconfitta della Francia nella battaglia di Waterloo. Il villaggio e la scuola di Combermere prendono il nome da lui.
Nel 1777 fu fondata a St. Kitts la chiesa della Moravia, che contava 2.500 fedeli nel 1790. Il vescovo Thomas Coke fece la sua prima delle tre visite a St. Kitts nel 1788, stabilendo la chiesa metodista sull'isola. Entro il 1789 il numero dei proseliti crebbe fino 1.400.
La tratta degli schiavi africani fu interrotta all'interno dell'Impero britannico nel 1807 e la schiavitù fu messa fuori legge nel 1834. Un periodo di "apprendistato" di quattro anni seguì per ogni schiavo, in cui lavoravano per i loro ex proprietari per il salario. In questo modo a St. Kitts furono liberati 19.780 schiavi.
L'isola fu colpita dall'uragano del 1835, seguito dalla siccità del 1836-1838 e dall'incendio del 1837. Poi diversi terremoti la colpirono nel 1843, seguiti da un'epidemia di colera nel 1853-54 che uccise 3.920 persone.
Nel 1872 St. Kitts fu collegata al sistema telegrafico internazionale.
La Federazione della Colonia delle Isole Sottovento del 1871 significava la fine delle Assemblee elette, ma furono invece nominate. Nel 1883 i governi di St. Kitts, Nevis e Anguilla furono riuniti nell'Assemblea di St. Kitts; essa era formata da dieci seggi: Nevis ne aveva due ed Anguilla uno; i restanti sette appartenevano a St. Kitts.
La produzione sovvenzionata di barbabietola da zucchero abbassò i salari sull'isola provocando le rivolte portoghesi del 1896. Ci vollero i marines della HMS Cordelia per ristabilire l'ordine.
Colpita dall'uragano di San Ciriaco del 1899, St. Kitts ebbe solo due vittime.
La St. Kitts Sugar Producers Association costruì una fabbrica centrale per la raffinazione dello zucchero e una ferrovia per il trasporto nel 1912. Il London Electric Theatre aprì a St. Kitts nel 1917. Un sistema telefonico fu costruito a St. Kitts nel 1896.
La produzione di cotone ha integrato lo zucchero durante la prima guerra mondiale, ma è diminuita nel 1922 dopo la comparsa del punteruolo. La Grande Depressione fece sì che il governo diventasse il più grande proprietario terriero di Nevis quando le proprietà furono abbandonate o furono requisite per mancato pagamento delle tasse. Dal 1900 al 1929 la popolazione di St. Kitts diminuì del 43%.
Nel 1951 all'isola fu concesso il diritto di voto, con la prima elezione tenuta nel 1952.
La produzione di zucchero ha continuato a dominare la vita degli isolani. Il dominio da parte dei proprietari terrieri dell'unica ed estremamente limitata risorsa naturale dell'isola, la terra, e l'applicazione risoluta di quella risorsa a un settore, hanno precluso lo sviluppo di una stabile classe contadina. Invece, il sistema ha prodotto una grande classe di lavoratori salariati generalmente risentiti per l'influenza straniera. La natura stessa dell'industria dello zucchero - la produzione di un prodotto non alimentare ed essenzialmente non nutritivo per un mercato mondiale ampiamente fluttuante - è servita solo ad approfondire questa ostilità e a motivare i lavoratori kittitiani a cercare un maggiore controllo sulla loro vita lavorativa e sulla loro situazione politica. Il crollo dei prezzi dello zucchero provocato dalla Grande Depressione ha accelerato la nascita del movimento sindacale organizzato a St Kitts. La lega dei lavoratori di Sandy Point nel 1932 sfruttò la frustrazione popolare che alimentò le rivolte sindacali del 1935-1936 . Ribattezzata St. Kitts e Nevis Trades and Labour Union nel 1940 e sotto la nuova guida di Robert Llewellyn Bradshaw , il sindacato istituì un braccio politico, il St Kitts and Nevis Labour Party , che mise Bradshaw nel Consiglio legislativo nel 1946. Il Labour Party avrebbe continuato a dominare la vita politica nello stato delle isole gemelle per più di trent'anni.
Le isole rimasero nella Federazione delle Isole Sottovento fino a quando non si unirono alla fallita Federazione delle Indie Occidentali dal 1958 al 1962, in cui Saint Christopher-Nevis-Anguilla era uno stato a parte. Robert Bradshaw fu il ministro delle finanze per il paese di breve durata.

### St. Kitts e Nevis
Nel 1967, le isole divennero uno Stato associato della Gran Bretagna.
Nel 1970 ci fu un grave incidente marittimo, il disastro di Christena , consistente nell'affondamento di un traghetto sovraccaricato, con la perdita di molte perdite di vite umane.
Durante il lungo mandato di Bradshaw, il suo governo è passato lentamente verso un approccio statalista allo sviluppo economico nel 1972. Tutte le terre di zucchero furono acquistate dal governo, così come anche la fabbrica di zucchero nel 1976.
L'opposizione al governo di Bradshaw iniziò a crescere, soprattutto da parte delle famiglie e dei sostenitori degli ex proprietari immobiliari, che nel 1964 fondarono il partito People's Action Movement, dopo la frustrazione per una manifestazione fallita contro un aumento delle tariffe elettriche.
Nel 1978 Bradshaw morì di cancro alla prostata . Gli successe il suo ex vice, Paul Southwell , ma nel 1979 lo stesso Southwell morì (in circostanze misteriose) a Santa Lucia. Ad accompagnare il premier ad interim Caleb Azariah Paul Southwell, c'era Lee Llewellyn Moore, il procuratore generale e il successivo per anzianità del partito laburista di St. Kitts. L'organizzazione politica alla fine cadde in una crisi di leadership, ma fu scelto Lee Moore. Indipendentemente da ciò, molti sostenitori del Labour avevano i loro sospetti sulla morte di Southwell, e molti scelsero di votare "PAM" l'anno successivo alle elezioni generali.
Approfittando della confusione del partito laburista, il partito PAM ha avuto molto successo nelle elezioni del 1980, vincendo tre seggi a St Kitts, rispetto ai quattro del partito laburista. PAM e NRP formarono quindi un governo di coalizione, nominando Kennedy Simmonds, un medico e uno dei fondatori del PAM, premier (Simmonds aveva vinto l'ex seggio di Bradshaw in un'elezione del 1979). Nel 1983, la federazione ottenne l'indipendenza dalla Gran Bretagna, con una costituzione che garantiva a Nevis un ampio grado di autonomia e il diritto di secessione garantito. Per trarre vantaggio da questo punto di riferimento, nel 1984 furono indette elezioni anticipate, in cui il partito PAM ha conquistato sei seggi a St Kitts, rispetto ai due del Labour Party, nonostante nel complesso il Labour Party abbia vinto il voto popolare nazionale. Il nuovo governo di coalizione aveva ora un forte mandato di 9 a 2 in parlamento.
Seguì il miglioramento economico per St Kitts, con il partito PAM che spostò l'attenzione dall'industria dello zucchero al turismo. Tuttavia, gran parte delle persone più povere dell'isola, principalmente i lavoratori dello zucchero, sono state trascurate. L'opposizione al PAM ha cominciato a costruire da questo, così come sulle accuse di corruzione. Nelle elezioni del 1993, sia il PAM che i laburisti presero quattro seggi ciascuno, mentre a Nevis un nuovo partito, il Concerned Citizens Movement , prese due seggi, battendo quello del PNR. La situazione di stallo su St Kitts si è rivelata irrisolvibile quando il CCM di Nevis ha rifiutato di formare una coalizione con il PAM. Seguirono presto disordini sulle isole, che furono finalmente risolti in una serie speciale di elezioni tenutesi nel 1995, in cui il partito laburista sconfisse in modo schiacciante il partito PAM, conquistando sette seggi rispetto a quello della PAM. Dr. Denzil Douglas è diventato il nuovo primo ministro della federazione e nel 2015 Timothy Harris è diventato il primo ministro.
Il 21 settembre 1998, l'uragano Georges ha gravemente danneggiato le isole, provocando danni alla proprietà per quasi 500 milioni di dollari. Georges è stato il peggior uragano che ha colpito la regione nel XX secolo.
Nel 2005, St Kitts ha visto la chiusura della sua industria dello zucchero, dopo 365 anni nella monocoltura. Ciò è stato spiegato come dovuto alle enormi perdite del settore, nonché alle minacce di mercato da parte dell'Unione europea, che aveva in programma di ridurre notevolmente i prezzi dello zucchero nel prossimo futuro. Da quel momento il turismo è stato l'obiettivo principale dell'economia.

## Galleria d'immagini

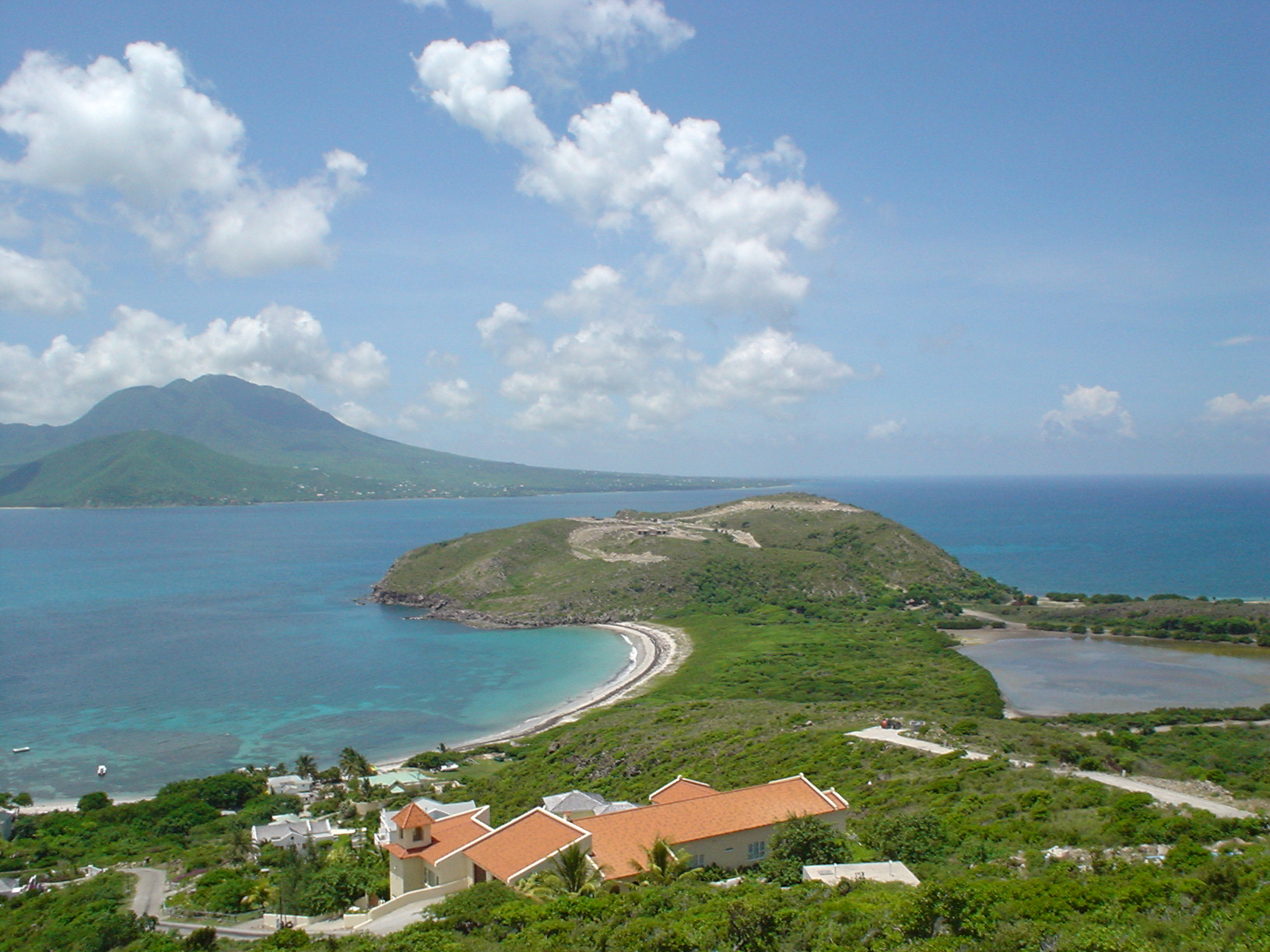
La penisola sud-orientale di St. Kitts. L'isola sulla sinistra è Nevis.
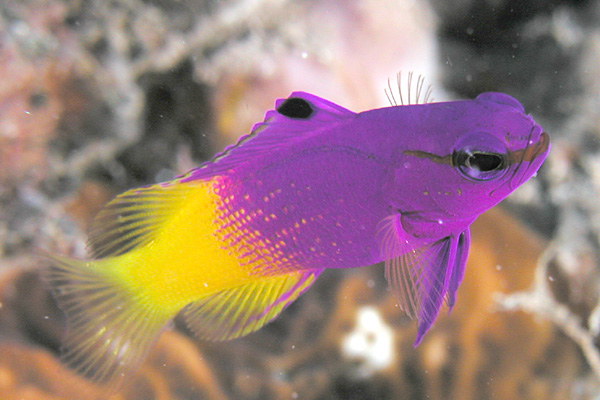
Fauna marina